# Джон Кенді
Джон Франклін Кенді (англ. John Franklin Candy; 31 жовтня 1950, місто Ньюмаркет, Онтаріо, Канада — 4 березня 1994, штат Дуранґо, Мексика) — канадський комедійний актор і коміком, який прославився своєю роботою в Голлівуді. Вперше він здобув популярність у 1970-х роках як член торонтської філії комедійного театру "Second City" і актор у скетч-шоу SCTV, яке стало стартовим майданчиком для його кар'єри. Міжнародне визнання прийшло до Кенді у 1980-х роках завдяки його ролям у комедійних фільмах, таких як «Смуги» (1981), «Сплеск» (1984), «Мільйони Брюстера» (1985), «Озброєний і небезпечний» (1986), «Космічні яйця» (1987), «Літаком, потягом та автомобілем» (1987), «Велике на природі» (1988), «Дядечко Бак» (1989) та «Круті віражі» (1993). Крім того, Кенді зіграв помітні ролі у фільмах «Брати Блюз» (1980), «Національні канікули Лампун» (1983), «Маленька крамничка жахів» (1986), «Сам удома» (1990) та «Нічого, крім проблем» (1991).
Окрім акторської діяльності, Джон Кенді був співвласником команди «Торонто Аргонавтс» в Канадській футбольній лізі (CFL), яка здобула Кубок Ґрея у 1991 році під його керівництвом. Кенді був справжнім фанатом канадського футболу і приклав багато зусиль для розвитку своєї команди, інвестуючи як фінансові, так і особисті ресурси. Його участь у спорті принесла додаткову популярність і пошану серед канадських уболівальників.
Джон Кенді раптово помер від серцевого нападу у віці 43 років під час зйомок фільму «Схід фургонів» (1994). Після його смерті цей фільм та наступний, «Канадський бекон» (1995), були присвячені його пам'яті. Кенді залишається легендою комедійного кіно, і його роботи продовжують бути популярними серед глядачів у всьому світі, а також нагадують про його талант і внесок у кінематограф.

## Раннє життя
Джон Кенді народився 31 жовтня 1950 року в Торонто та виріс у місті Ньюмаркет, Онтаріо. Він походив з робітничої католицької родини. Його дитячий дім розташовувався на Вудвілл-авеню, 217, у Східному Йорку, Онтаріо. Згідно з переписом населення Канади 1921 року, батько Кенді, Сідні, народився в Канаді в родині англійців, які емігрували туди у 1913 році. Його мати мала польське походження. Коли Джону було лише п'ять років, його батько помер у віці 35 років від ускладнень серцевих захворювань, що мало значний вплив на Кенді.
Навчався Джон Кенді в католицькій школі Ніл Макніл, де був скарбником студентської ради, а також грав на позиції атакуючого в шкільній футбольній команді. Він брав участь у драматичному гуртку, але з дитинства мріяв стати професійним футболістом. Однак травма коліна, отримана під час футбольної гри в старших класах, позбавила його можливості реалізувати цю мрію.
Після школи Кенді вступив до Коледжу Сентенніал, де вивчав журналістику, а згодом продовжив навчання в Університеті Макмастера. Саме там Джон Кенді вперше почав цікавитися акторством. Його комедійний талант і харизма привернули увагу оточуючих, що зрештою привело його до акторської кар’єри. Під час навчання він долучився до аматорського театру та став активним учасником комедійних виступів, що пізніше стало стартом його блискучої кар’єри в комедії та кіно.

## Кар'єра

### 1971–1978: Початок кар'єри та SCTV
У 1971 році Джон Кенді отримав свою першу невелику роль у канадській постановці «Creeps» Девіда Е. Фрімана — спектаклі про людей з церебральним паралічем, що проходив у театрі Tarragon у Торонто. Це було перше знайомство Кенді з серйозним театральним мистецтвом, яке залишило на нього сильне враження. Незабаром він почав з'являтися на канадському телебаченні, зокрема на дитячому телешоу «Cucumber», і навіть зіграв епізодичну, хоч і невказану у титрах роль у фільмі «Клас 44» (1973).
У 1974 році Джон Кенді отримав свою першу регулярну роль у телевізійному шоу для дітей «Dr. Zonk and the Zunkins». Того ж року він приєднався до комедійної трупи «The Second City» у Торонто, яка спеціалізувалася на імпровізаційній комедії. Виступи у цій трупі стали відправною точкою для його кар'єри, адже вже за кілька років він потрапив на телевізійне шоу «Second City Television» (SCTV), яке транслювалося в Едмонтоні, а згодом і в Торонто. Шоу стало настільки популярним, що його взяли на NBC у 1981 році, і воно швидко завоювало глядацькі симпатії, отримавши премію «Еммі» за найкращий сценарій у 1981 і 1982 роках.
На SCTV Джон Кенді створив низку культових персонажів, які надовго залишилися в пам'яті глядачів. Серед них був підступний телевізійний журналіст Джонні Лару, режисер фільмів жахів у 3D Доктор Танг, лукавий та надто веселячий помічник ведучого Вільям Б. Вільямс і корумпований мер Мелонвіля Томмі Шенкс. Ці образи принесли Кенді величезну популярність і зробили його одним з найулюбленіших коміків на телебаченні.
У 1975 році Кенді зіграв Річі, обвинуваченого у вбивстві, в епізоді «Web of Guilt» канадського серіалу «Поліцейський хірург». Того ж року він знявся у фільмі «Це здавалося гарною ідеєю на той час», а також з'явився у дитячому ситкомі «Coming Up Rosie» разом з Даном Айкройдом. Кенді також виконав невелику роль у фільмі «Тунельне бачення» (1976).
Під час роботи на SCTV Кенді також продовжував зніматися у фільмах. Зокрема, він зіграв у канадському трилері «Вбивства клоунів» (1976), а також виконав головну роль у малобюджетній комедії «Знайди даму» (1976), де його партнером по знімальному майданчику став актор Лоуренс Дейн. У 1978 році Кенді з'явився у трилері «Тихий партнер», де його колегами по зйомках були Крістофер Пламмер і Елліот Гулд.
Крім того, він брав участь у таких популярних телешоу, як «Шоу Девіда Стейнберга» і «Король Кенсінгтона», що дозволило йому розширити свою акторську кар'єру та здобути ще більше прихильників. Вже в ті роки Джон Кенді проявив свій унікальний талант створювати комедійні образи та завойовувати любов аудиторії, що стало фундаментом для його подальших успіхів у Голлівуді.

### 1979–1987: Голлівудський прорив
У 1979 році Джон Кенді взяв коротку перерву від участі в SCTV і розпочав активнішу кар'єру в кіно. Він зіграв невелику роль у фільмі «Зниклі безвісти» (1979), а також з'явився в образі американського солдата у високобюджетній комедії Стівена Спілберга «1941». Кенді повернувся до Канади для участі у зйомках фільмів «Мужність Кавіка, вовка-пса» (1980) та трилера «Подвійний негатив» (1980). Крім того, він зіграв роль добродушного наглядача за умовно-засудженими Бертон Мерсер у культовому фільмі «Брати Блюз» (1980) разом з Даном Ейкройдом і з'явився в епізоді канадського серіалу «Казки Клондайка» (1981).
У 1980 році Кенді став ведучим короткотривалого телевізійного шоу на NBC під назвою «Роуд-шоу», яке The Washington Post описав як "імпровізаційну журналістику". У шоу Джон Кенді разом із командою подорожував у турбусі, де проводив інтерв'ю зі студентами в місцях святкувань, як-от Геловін на вулицях Карбондейла, штат Іллінойс. Також Кенді взяв інтерв'ю у лідера британського гурту «Ultravox», Міджа Юра, під час їхнього концерту в Університеті Південного Іллінойсу на Геловін 1980 року. Точна кількість епізодів цього шоу невідома, але здається, що в ефір вийшло лише два.
Кенді зіграв роль приємного і доброзичливого новобранця Дьюї Оксбергера у комедії «Смуги» (1981), яку режисував канадець Іван Райтман. Фільм став одним із найбільш популярних того року. Також Джон озвучив кількох персонажів в анімаційному фільмі «Важкий метал» (1981), зокрема головного героя в "Ден", якого він виконав з легкістю й гумором, що особливо оцінив автор цього персонажа Річард Корбен.
З 1981 по 1983 рік Кенді знімався у шоу «SCTV Network» на телебаченні. Він також з'явився в короткій ролі у фільмі «Відпустка» (1983), який написав Джон Г’юз. Це стало їхньою першою співпрацею. За час роботи в «SCTV» Джон двічі з'являвся на «Saturday Night Live», одного разу як ведучий у 1983 році. Його навіть вважали одним із потенційних постійних ведучих, але часті зміни планів з боку команди «SNL» цьому завадили.
Кенді також зіграв головну роль у канадській комедії «Йти врозріз» (1983). Він розглядався на роль бухгалтера Луї Таллі в «Мисливцях на привидів» (1984), але через розбіжності у баченні персонажа з режисером, роль дісталася його колезі по «SCTV» Ріку Моранісу. Проте Джон залишив свій внесок у франшизу, з'явившись у кліпі Рея Паркера-молодшого на пісню «Ghostbusters», де вигукував назву фільму.
Його справжній прорив стався після ролі брата Тома Генкса у фільмі «Сплеск» (1984). Завдяки успіху цієї комедії, Кенді підписав контракт на три фільми з Walt Disney Pictures, де він мав продюсувати та розвивати проекти, створені спеціально для нього.
Повернувшись до Канади, він знявся у «Останній польці» (1985), сценарій до якої написав разом із Юджином Леві. Потім зіграв кращого друга персонажа Річарда Прайора у фільмі «Мільйони Брюстера» (1985) і з'явився у фільмі «Слід за тим птахом» (1985). Його перша головна роль у голлівудському фільмі була в комедії «Літній відпочинок» (1985) Карла Райнера. Далі він знявся разом із Томом Генксом у фільмі «Добровольці» (1985), хоча ця стрічка не досягла такого успіху, як «Сплеск». У наступних ролях він з’являвся в канадських комедіях, як-от «Канадська змова» (1985) та «Неймовірні подорожі Генрі Оґуда» (1985).
Черговою його головною роллю став фільм «Озброєний і небезпечний» (1986), який, на жаль, не мав комерційного успіху. Кенді також з'явився в епізодичних ролях у фільмах «Маленька крамничка жахів» (1986) та «Дуже дивні казки» (1987). Він також знявся у комедії Мела Брукса «Космічні яйця» (1987), де зіграв роль наполовину людини, наполовину собаки – персонажа, який став ще однією культовою роллю у його кар'єрі.

### 1987–1995: Фільми Джона Г'юза та останні ролі
У 1987 році Джон Кенді зіграв одну з головних ролей у комедії «Літаком, потягом та автомобілем», де його партнером став Стів Мартін. Фільм був написаний та зрежисований Джоном Г’юзом і отримав позитивні відгуки критиків, а також мав комерційний успіх, заробивши 49,5 мільйона доларів у прокаті США. Ця стрічка стала однією з найвідоміших робіт Кенді, де він майстерно поєднав комедію з емоційною глибиною свого персонажа.
Наступного року Джон з'явився в епізодичній ролі у фільмі «У неї буде дитина» (1988), також написаному Г'юзом, а пізніше зіграв одну з головних ролей разом з Даном Ейкройдом у комедії «Великі пригоди» (1988), де знову працював під керівництвом сценариста Г'юза. Попри змішані відгуки критиків, фільм здобув популярність серед глядачів.
У 1988 році Кенді озвучив коня на ім'я Дон у комедійному мультфільмі «Гаряча прогулянка». Того ж року він також знявся у фільмі «Хто такий Гаррі Крамб?», який став провалом у прокаті, але пізніше набув статусу культового, особливо серед шанувальників творчості Кенді. Він також був продюсером цього фільму, що свідчить про його участь у процесі створення кіно.
Ще одним неуспішним фільмом у прокаті став «Зона швидкості» (1989). Проте того ж року він знову досяг успіху завдяки ролі в сімейній комедії Джона Г'юза «Дядечко Бак», де він зіграв сердечного, але невгамовного дядька. Це був черговий хіт у кар'єрі Кенді, який зарекомендував його як улюбленця публіки.

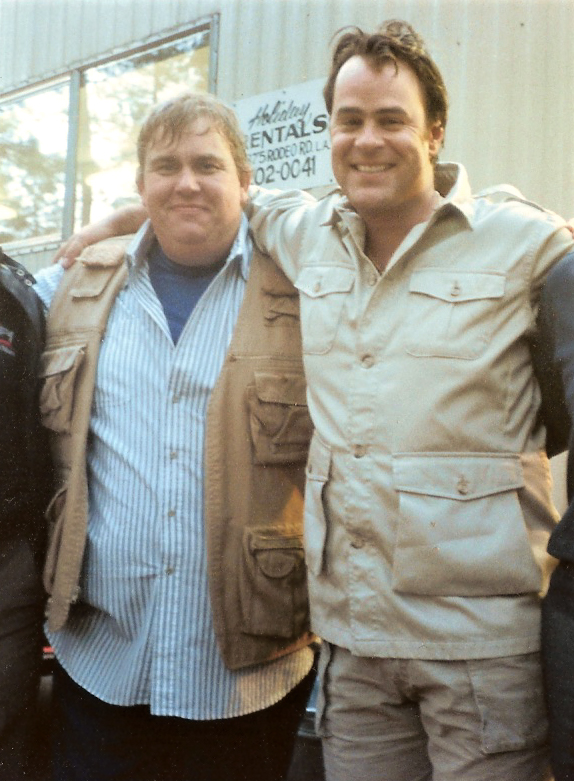
Джон Кенді та Ден Ейкройд під час зйомок фільму «Велика подорож»

Крім того, у 1989 році Джон Кенді створив і продюсував анімаційний серіал «Табір Кенді», який транслювався у ранковому суботньому ефірі на NBC. Мультсеріал розповідав про вигаданий літній табір, який він начебто очолював, і містив персонажів, які були натхненні його власними дітьми. Цей проєкт також був адаптований у вигляді короткотривалої серії коміксів від видавництва Marvel Comics.
Під час роботи над анімаційним серіалом Кенді також знявся у телевізійному фільмі «Хлопчик-ракета» (1989), який був знятий у Канаді.
У 1990 році Джон Кенді озвучив альбатроса Вілбура у діснеївському мультфільмі «Рятувальники. Операція Австралія». Того ж року він також з’явився у невеликій ролі в комедії «Сам удома» (1990), де зіграв веселого музиканта, що допомагає матері головного героя. Хоча роль була невеликою, вона стала однією з пам’ятних у фільмі, який здобув величезну популярність. Ще однією спільною роботою з Г'юзом була комедія «Як зробити кар'єру» (1991), яка, на жаль, не мала успіху в прокаті.
Цікаво, що Кенді розглядався на роль чоловіка робітничого класу у фільмі «Стелла» (1990), де головну роль грала Бетт Мідлер. Проте, дізнавшись, що Мідлер вимагає від нього пройти кінопроби, він з обуренням відмовився від цієї ролі. У результаті роль дісталася Джону Гудману.
З 1988 по 1990 рік Кенді був ведучим радіошоу «Радіо Кенді», синдикованого музичного шоу для дорослих на радіостанціях США, де транслювались популярні музичні композиції.
У 1991 році Джон Кенді зіграв головну роль у комедійному фільмі «Самотні серця», який був написаний і зрежисований Крісом Коламбусом за підтримки Джона Г'юза як продюсера. У стрічці він грав разом з легендарною акторкою Морін О’Харою. Фільм отримав позитивні відгуки, але не досяг комерційного успіху. Того ж року він також знявся у скандально відомому фільмі Дена Ейкройда «Нічого, крім проблем», який став одним із найбільших провалів у його кар’єрі.
Кенді продовжував зніматися у фільмах на початку 90-х, серед яких «Делікатеси» (1991) та «Одного разу, порушивши закон» (1992), які також не мали успіху. Однак у 1991 році він здивував глядачів, зігравши серйозну роль адвоката Діна Ендрюса у фільмі Олівера Стоуна «ДЖей Еф Кей», що продемонструвало його акторський талант у драматичних ролях.
У 1993 році він знову здобув успіх завдяки комедії «Круті віражі», заснованій на реальних подіях про першу ямайську бобслейну команду, яка намагалася потрапити на Олімпійські ігри 1988 року. Ця роль стала одним із його найулюбленіших персонажів серед глядачів. Також у 1993 році він з'явився в епізодичній ролі у фільмі «Новачок року», який також став комерційно успішним.
У 1994 році Джон дебютував як режисер, знявши телевізійну комедію «Заручник на день». На жаль, це була одна з останніх його робіт. Останніми фільмами Кенді стали «На Захід» (1994) та «Канадський бекон» (1995), які вийшли вже після його передчасної смерті.

### Незавершені проєкти
Джон Кенді був у процесі обговорення ролі Ігнатіуса Дж. Ріллі в тепер вже скасованій екранізації Pulitzer Prize–winning роману Джона Кеннеді Тула «Конфедерація дурнів». Він також висловлював зацікавленість у виконанні ролі Атука в екранізації роману Мордехая Ріхлера «Неперевершений Атук» та Роскока «Фетті» Арбакла в біографічному фільмі про життя цього німого кінокоміка. Вважається, що ці три скасовані проекти мали «прокляття», оскільки до всіх трьох ролей були причетні Кенді, Джон Белуші, Сем Кінісон та Кріс Фарлі, і всі вони померли до того, як мали змогу знятися в цих фільмах.
Кенді спочатку планували на роль, яку виконував Олекс Гіннесс у римейку фільму 1950 року «Останній відпочинок»; режисером мав бути Карл Райнер. Врешті-решт, роль дісталася Квін Латіфі у вільному римейку, який вийшов у 2006 році. Також Кенді був запланований на співпрацю з Джоном Г’юзом у комедії, де він мав зіграти разом із Сильвестром Сталлоне під назвою «Бартолом’ю проти Неффа». Кенді та Сталлоне мали виконати ролі сусідів, які постійно сваряться.
В анімаційному фільмі Disney «Покахонтас» роль індички Редфезера була написана спеціально для нього, але була вирізана з фільму після його смерті. За чутками, Стівен Кінг хотів, щоб Кенді зіграв Біллі Галлека в екранізації свого роману «Той, що худне». Таким чином, Джон Кенді залишив значний слід у кінематографічному світі, і навіть після його смерті ідеї щодо його участі в нових проектах продовжували жити.

## Особисте життя
Джон Кенді та його дружина Розмарі Гобор виховували двох дітей: Крістофера Міхаела та Дженніфер Енн. Кенді був римо-католиком і активно підтримував свою віру протягом усього життя, що вплинуло на його цінності та особистість.
Відомо, що Джон Кенді довгий час проживав у Брентвуді, районі Лос-Анджелеса, який славиться своїми розкішними будинками та спокійною атмосферою. Це місце стало для нього домівкою, де він міг поєднувати свою творчу кар'єру з сімейним життям. Кенді часто намагався зберігати баланс між роботою та сім'єю, і, незважаючи на його зайнятість у Голлівуді, він приділяв багато часу своїм дітям та дружині. Його сімейні цінності були дуже важливими для нього, і він намагався передати цю любов до родини своїм дітям.

## Спортивний тріумф
У 1991 році Брус МакНолл, Уейн Гретцкі та Джон Кенді стали співвласниками команди Торонто Аргонавтс, яка виступає в Канадській футбольній лізі. Ця знаменитість в складі власників привернула увагу в Канаді, оскільки команда вклала значні кошти у підписання контрактів із зірковими гравцями, зокрема з широко відомим у Національній футбольній лізі (NFL) ресивером Рагібом Ісмаїлом.
Під час співволодіння Кенді, Аргонавтс здобули перемогу у Кубку Ґрея 1991 року, обігравши команду Калгарі з рахунком 36–21 у фіналі. Важливо зазначити, що на кубку було гравюра лише імені МакНолла як власника команди. Однак у 2007 році Канадська футбольна ліга виправила цю помилку та додала імена Кенді та Гретцкі до списку власників, що відзначилися у цій важливій перемозі.

## Проблеми зі здоров'ям і смерть

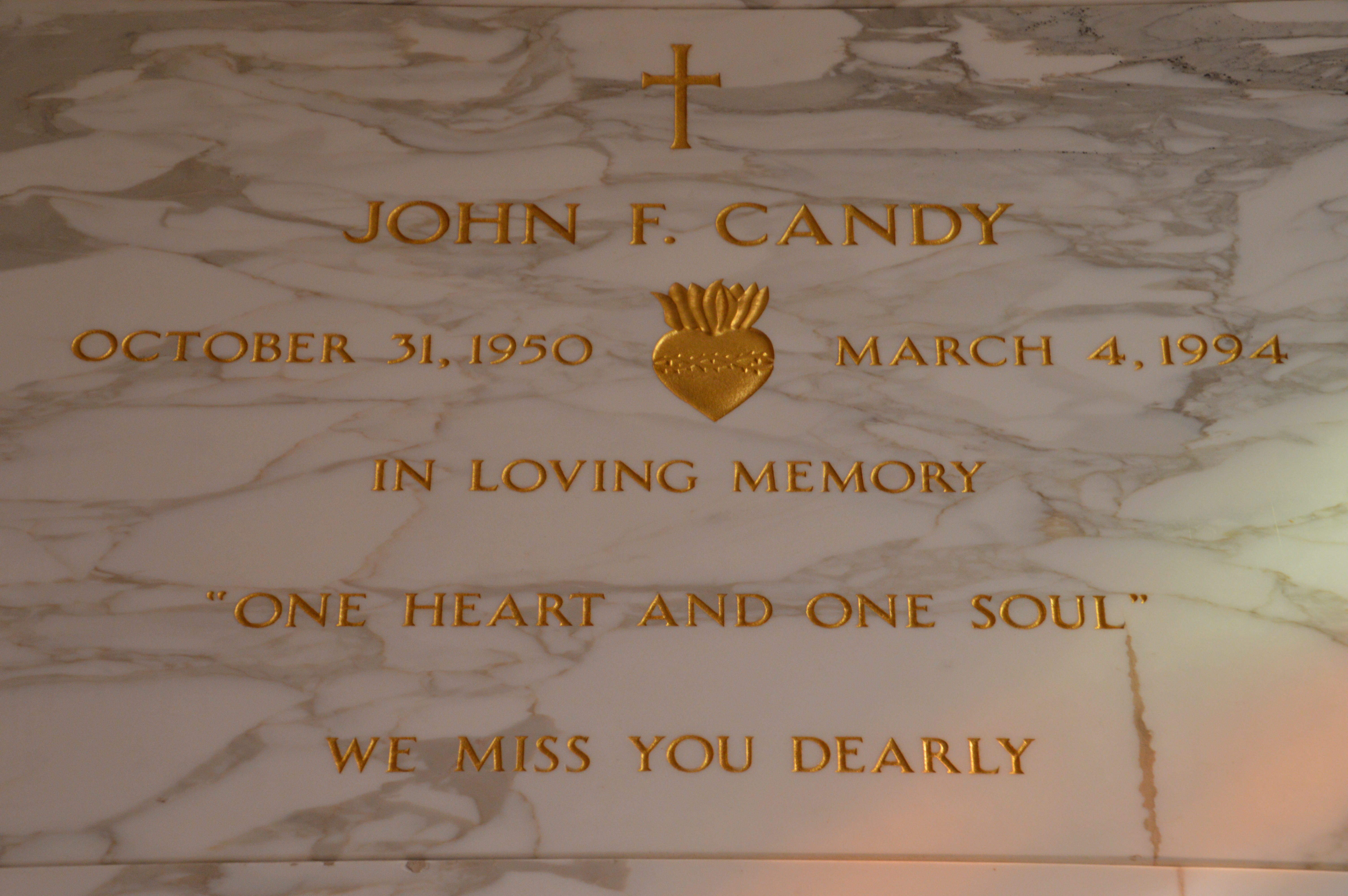
Склеп Кенді в мавзолеї на кладовищі Святого Хреста, Калвер-Сіті, Каліфорнія

Кенді відкрито розповідав про свої переживання, пов'язані з важкою тривогою та панічними атаками.
Джон Кенді помер у своєму сні 4 березня 1994 року в місті Дуранго, Мексика, на 43-му році життя, під час зйомок фільму «Вагоні на Схід». За словами представника, причиною смерті Кенді став серцевий напад. Він часто страждав від переїдання як реакції на професійні труднощі, і в певні моменти його вага перевищувала 300 фунтів (близько 140 кг).
Кенді мав кілька факторів ризику серцевого нападу, серед яких була сильна спадковість: його батько помер у молодому віці від серцевого нападу, хоча його діти стверджують, що Джон не знав про свій генетичний ризик. До цього також додавалися куріння (пакет сигарет на день), ожиріння, зловживання алкоголем та вживання кокаїну. Попри це, Кенді був стурбований своєю вагою і одного разу втратив 100 фунтів (близько 45 кг) за літо, готуючись до зйомок у фільмі «Смуги». Він регулярно дотримувався дієти та займався спортом під наглядом тренерів через свою сімейну історію хвороб.
Похорон Джона Кенді відбулися в католицькій церкві Святого Мартина в Лос-Анджелесі. Актор був похований у мавзолеї на кладовищі Святого Хреста в Кульвер-Сіті. Його плита розташована безпосередньо над плитою його колеги, актора Фреда МакМюррея. 18 березня 1994 року в Канаді транслювали спеціальну меморіальну службу для Кенді, організовану його колишньою імпровізаційною трупою «Секонд Сіті».

## Спадщина

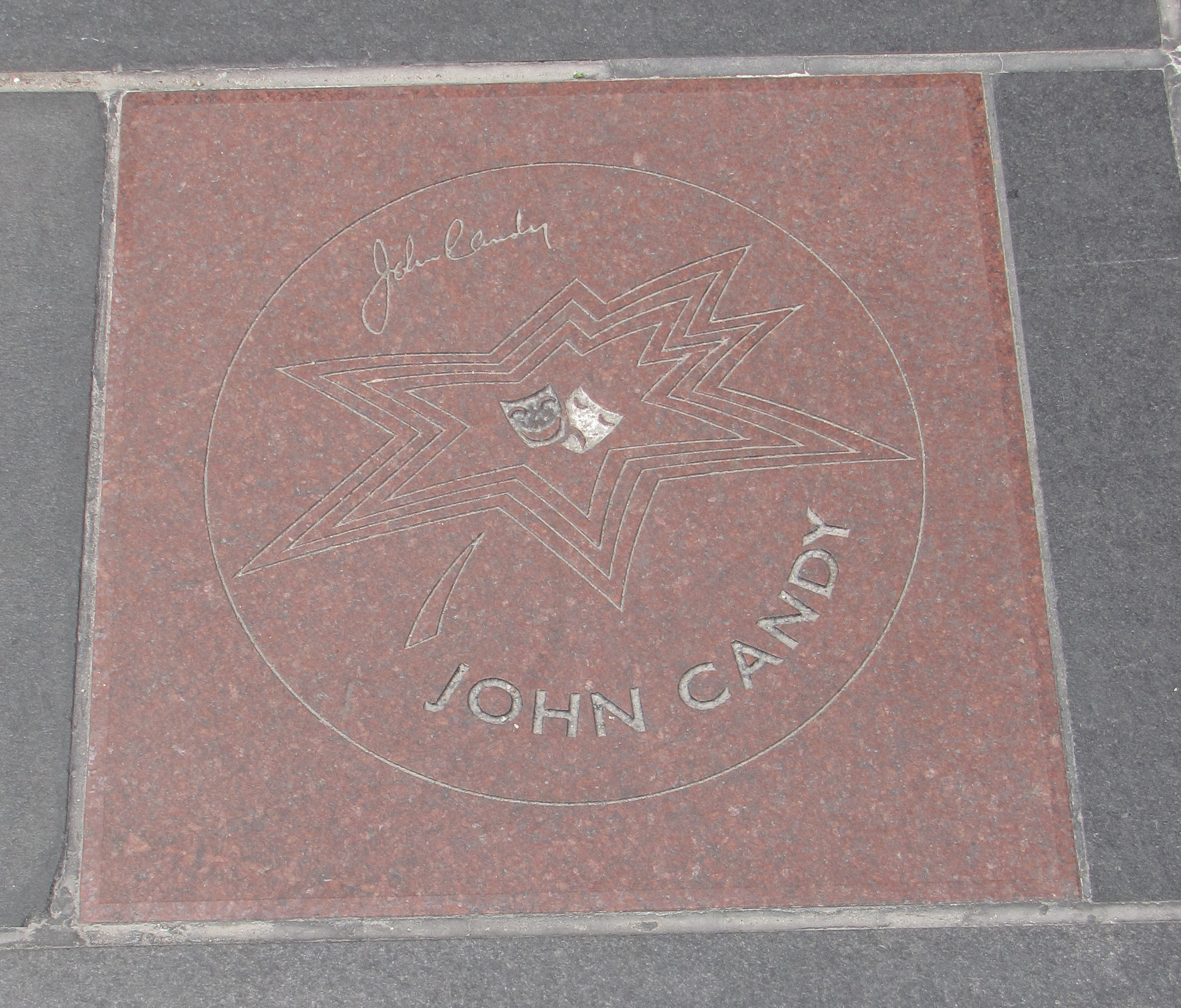
Зірка Джона Кенді на Канадській Алеї Слави

Фільм «Вагоні на Схід» був завершений з використанням дублера і спеціальних ефектів, і вийшов на екрани через п’ять місяців після смерті Кенді. Його останнім завершеним фільмом стала канадська комедія «Канадський бекон», сатиричний фільм Майкла Мура, що вийшов на рік пізніше. У цій стрічці Кенді зіграв американського шерифа Бада Бумера, який очолив «інвазію» Канади. Також Кенді записав голос для телевізійного фільму «Магічна сімка» на початку 1990-х, але фільм залишався в процесі виробництва протягом кількох років через труднощі з анімацією і затримки, і в підсумку був закладений.
У 1998 році Джон Кенді був посмертно введений до Канадської алеї слави. У травні 2006 року Кенді став одним із перших чотирьох артистів, удостоєних честі бути зображеним на поштовій марці Канади. 31 жовтня 2020 року мер Торонто Джон Торі оголосив "Днем Джона Кенді" на честь того, що цього дня відзначалося б 70-річчя актора.
Фільм «Брати Блюз 2000» присвячено трьом людям, включаючи Кенді, який зіграв допоміжну роль в оригінальних «Брати Блюз». У листопаді 2007 року на святкуванні Греї Куба в Торонто було проведено данину пам’яті Кенді, яку організував Ден Ейкройд.
Альбом експериментального рок-гурту Ween «Chocolate and Cheese», випущений у 1994 році, присвячено «досить люблячій пам’яті Джона Кенді (1950–1994)». Лідер гурту Джин Він зазначив, що «всі говорили про [суїцид] Курта Кобейна, але ніхто не згадав Джона Кенді. У мене є особливе місце в серці для нього».
Після його смерті в школі Ніла МакНіла в Торонто було відкрито студію візуальних мистецтв Джона Кенді. Кенді, один із найвідоміших випускників школи, сказав під час одного з його щорічних візитів: «Мій успіх просто пов'язаний з тими цінностями, дисципліною і повагою до інших, яких я навчився в Ніл МакНіл». Також пропонувалося надати Канадським екранним нагородам офіційний прізвисько «Кенді» на честь актора, а також через те, що ця назва асоціюється з Канадою.

## Цікаві факти
- Джон Кенді був досить високим — його зріст становив приблизно 1,88 метра. Це надавало йому комічної присутності на екрані.
- Його найвідоміші фільми, такі як «Сплеск», «Дядечко Бак», «Літаком, потягом та автомобілем» та «Круті віражі», зробили його одним із найбільш впізнаваних комедійних акторів свого часу.
- Кенді був пов'язаний з кількома проектами, які вважалися проклятими, оскільки він, Джон Белуші, Сем Кінісон і Кріс Фарлі всі мали намір грати в одних і тих же фільмах, але всі вони померли до того, як зйомки розпочалися.[22][23]

## Фільмографія

### Фільми
| Рік  | Українська назва                               | Ориґінальна назва                        | Роль                                       | Примітки                                  |
| ---- | ---------------------------------------------- | ---------------------------------------- | ------------------------------------------ | ----------------------------------------- |
| 1973 | Клас 44                                        | Class of '44                             | Поль                                       | Не вказаний у титрах                      |
| 1975 | Тоді це здавалося гарною ідеєю                 | It Seemed Like a Good Idea at the Time   | Копек                                      |                                           |
| 1976 | Тунельний зір                                  | Tunnel Vision                            | Купер                                      |                                           |
| 1976 | Кривавий жарт                                  | The Clown Murders                        | Оллі                                       |                                           |
| 1976 | Знайти леді                                    | Find the Lady                            | Копек                                      |                                           |
| 1978 | Мовчазний партнер                              | The Silent Partner                       | Сімонсен                                   |                                           |
| 1979 | Знайти і загубити                              | Lost and Found                           | Карпентьєр                                 |                                           |
| 1979 | 1941                                           | 1941                                     | Рядовий Фолей                              |                                           |
| 1980 | Смертельний компаньйон                         | Deadly Companion                         | Джон                                       | Також відомий як «Подвійний негатив»      |
| 1980 | Брати Блюз                                     | The Blues Brothers                       | Бартон Мерсер                              |                                           |
| 1981 | Нашивки                                        | Stripes                                  | Дьюї «Бик» Оксберґер                       |                                           |
| 1981 | Важкий метал                                   | Heavy Metal                              | Сержант Деск, Дан/Ден, Робот               | Озвучення                                 |
| 1983 | Канікули                                       | National Lampoon's Vacation              | Ласкі (охоронник)                          |                                           |
| 1983 | Йдучи напролом                                 | Going Berserk                            | Джон Бурґіньон                             |                                           |
| 1984 | Сплеск                                         | Splash                                   | Фредді Бауер                               |                                           |
| 1985 | Мільйони Брюстера                              | Brewster's Millions                      | Спайк Нолан                                |                                           |
| 1985 | Вулиця Сезам представляє: Слідуй за цим птахом | Sesame Street Presents: Follow that Bird | Національний гвардієць                     |                                           |
| 1985 | Літо напрокат                                  | Summer Rental                            | Джек Честер                                |                                           |
| 1985 | Добровольці                                    | Volunteers                               | Том Татл                                   |                                           |
| 1986 | Озброєний і небезпечний                        | Armed and Dangerous                      | Френк Дулі                                 |                                           |
| 1986 | Маленький магазинчик жахів                     | Little Shop of Horrors                   | Вінк Уілкінсон                             |                                           |
| 1987 | Космічні яйця                                  | Spaceballs                               | Barfolemew «Barf»                          |                                           |
| 1987 | Літаком, потягом та автомобілем                | Planes, Trains & Automobiles             | Дел Ґріффіт                                |                                           |
| 1988 | Добре на природі                               | The Great Outdoors                       | Чіт Ріплі                                  |                                           |
| 1988 | В неї буде дитина                              | She's Having a Baby                      | Чіт                                        | Не вказаний у титрах                      |
| 1988 | Вдалий спадок                                  | Hot to Trot                              | Дон                                        | Озвучення                                 |
| 1989 | Хто такий Гаррі Крамб?                         | Who's Harry Crumb?                       | Гаррі Крамб                                |                                           |
| 1989 | Перегони «Гарматне ядро» 3                     | Cannonball Run III (Speed Zone!)         | Чарлі Кронан                               | [ 37 ]                                    |
| 1989 | Дядечко Бак                                    | Uncle Buck                               | Бак Рассел                                 |                                           |
| 1990 | Майстри загрози                                | Masters of Menace                        | водій пивної вантажівки                    |                                           |
| 1990 | Сам удома                                      | Home Alone                               | Ґас Полінскі, керівник музичного колективу |                                           |
| 1990 | Рятувальники в Австралії                       | The Rescuers Down Under                  | Уілбур                                     | Озвучення                                 |
| 1991 | Одні неприємності                              | Nothing But Trouble                      | Денніс/Ельдона                             |                                           |
| 1991 | Можливості кар'єри                             | Career Opportunities                     | Сі Ді Марш                                 | Не вказаний у титрах                      |
| 1991 | Зрозуміє тільки самотній                       | Only the Lonely                          | Денні Малдун                               |                                           |
| 1991 | Божевільні                                     | Delirious                                | Джек Ґейбл                                 |                                           |
| 1991 | Джон Ф. Кеннеді. Постріли в Далласі            | JFK                                      | Дін Ендрюс мол.                            |                                           |
| 1992 | Одного разу, порушивши закон                   | Once Upon a Crime                        | Оґі Мороско                                |                                           |
| 1992 | Борис і Наташа                                 | Boris and Natasha: The Movie             | Калішак                                    |                                           |
| 1993 | Новачок року                                   | Rookie of the Year                       | Кліфф Мардок (диктор)                      | Не вказаний у титрах                      |
| 1993 | Круті віражі                                   | Cool Runnings                            | Ірвінґ «Ірв» Блітцер                       |                                           |
| 1994 | Караван на схід                                | Wagons East!                             | Джеймс Харлоу                              | Останній фільм, що вийшов за життя актора |
| 1995 | Канадський бекон                               | Canadian Bacon                           | Шериф Бад Бумер                            | Знято у 1993 році випущено посмертно      |

### Серіали
| Рік       | Українська назва                           | Ориґінальна назва                            | Роль                                    | Примітки                                                                   |
| --------- | ------------------------------------------ | -------------------------------------------- | --------------------------------------- | -------------------------------------------------------------------------- |
| 1972      | Огірок                                     | Cucumber                                     | Метеоролог                              | Невідомі епізоди                                                           |
| 1972      | Доктор Саймон Локк                         | Dr. Simon Locke                              | Річі Бек / Рамон                        | 2 епізоди                                                                  |
| 1974      | Післяобідня перерва ABC                    | The ABC Afternoon Playbreak                  | Другий син                              | Епізод: «Остання наречена Салема»                                          |
| 1974      | Доктор Зонк і Зункіни                      | Dr. Zonk and the Zunkins                     | різні                                   | Невідомі епізоди                                                           |
| 1976      | Шоу Девіда Стейнберга                      | The David Steinberg Show                     | Спайдер Райхман / Павук                 | 6 епізодів                                                                 |
| 1976      | 90 хвилин у прямому ефірі                  | 90 Minutes Live                              | –                                       | Телевізійний серіал                                                        |
| 1976–1977 | Далі у програмі Розі                       | Coming Up Rosie                              | Воллі Випипичвк                         | Телевізійний серіал (з Розмарі Редкліфф, Деном Ейкройдом та Кетрін О'Гара) |
| 1976–1979 | Друге міське телебачення                   | Second City TV                               | Джонні ЛаРу / Різне                     | 50 епізодів                                                                |
| 1977      | Король Кенсінгтона                         | King of Kensington                           | Бандит                                  | Епізод: «Герой»                                                            |
| 1980      | Відвага Кавіка, вовкодава                  | The Courage of Kavik, the Wolf Dog           | Пінкі                                   | Телевізійний фільм                                                         |
| 1980      | Комедія великого міста                     | Big City Comedy                              | Він сам (ведучий) / різні               | Телевізійний серіал (скетч-комедія)                                        |
| 1980      | Роуд-шоу                                   | Roadshow                                     | Він сам (ведучий) / різні               | «Імпровізаційна журналістика» (мінімум 2 серії)                            |
| 1981      | Казки про Клондайк                         | Tales of the Klondike                        | Ганс Нельсон                            | Міні-серіал 1 серія                                                        |
| 1981      | Суботній вечір у прямому ефірі             | Saturday Night Live                          | Хуан Гавіно                             | Епізод: «Джордж Кеннеді / Майлз Девіс» (не вказано в титрах)               |
| 1981–1983 | Мережа відеоспостереження 90               | SCTV Network 90                              | різні                                   | 38 епізодів                                                                |
| 1982      | Година комедії Біллі Крістала              | The Billy Crystal Comedy Hour                | Орсон Веллс                             | 1 епізод                                                                   |
| 1983      | Суботній вечір у прямому ефірі             | Saturday Night Live                          | Ведучий                                 | Епізод: «Джон Кенді / Чоловіки за роботою»                                 |
| 1983      | Телеканал SCTV                             | SCTV Channel                                 | різні                                   | Епізод: «Тужлива ніч»                                                      |
| 1984      | Нове шоу                                   | The New Show                                 | різні                                   | 5 епізодів                                                                 |
| 1985      | Мартін Шорт: Концерт для Північної Америки | Martin Short: Concert for the North Americas | Марсель                                 | Телевізійний фільм                                                         |
| 1985      | Канадська змова                            | The Canadian Conspiracy                      | різні                                   | Телевізійний фільм                                                         |
| 1985      | Остання полька                             | The Last Polka                               | Йош Шменге, Па Шменге                   | Телевізійний фільм                                                         |
| 1986      | Дуже дивні історії                         | Really Weird Tales                           | Говард Дженсен                          | Епізод: «Прокляті харизмою»                                                |
| 1988      | Вулиця Сезам, спеціальний випуск           | Sesame Street, Special                       | Йош Шменге                              | Телевізійний фільм                                                         |
| 1989      | Хлопчик ракета                             | The Rocket Boy                               | Яструб                                  | Телевізійний фільм                                                         |
| 1989      | Табір Кенді                                | Camp Candy                                   | Він сам, Йош Шменге, Доктор Язик, Різне | 40 епізодів                                                                |
| 1989      | Дивовижний світ Діснея                     | The Wonderful World of Disney                | Він сам                                 | Епізод: «Дональд, качка-зірка»                                             |
| 1990      | Комедійне шоу Дейва Томаса                 | The Dave Thomas Comedy Show                  | —                                       | 1 епізод                                                                   |
| 1992      | Казки на ніч Шеллі Дюваль                  | Shelley Duvall's Bedtime Stories             | Оповідач                                | Епізод: «Буркотун Блумпо зустрічає кота Арнольда / Мільйони котів»         |
| 1992      | Борис і Наташа: Кінофільм                  | Борис і Наташа: Кіно                         | Калішак                                 | Телевізійний фільм                                                         |
| 1994      | Заручник на день                           | Hostage for a Day                            | Юрій Петрович                           | Останній телевізійний фільм                                                |

### Музичні відео
| Рік  | Українська назва                           | Ориґінальна назва                     | Роль       | Примітки |
| ---- | ------------------------------------------ | ------------------------------------- | ---------- | -------- |
| 1984 | Рей Паркер молодший: Мисливці за привидами | Ray Parker Jr.: Ghostbusters          | Джон Кенді | Камео    |
| 1991 | Мандрівні Вілбері: Вілбері Твіст           | The Traveling Wilburys: Wilbury Twist | Джон Кенді | Камео    |